# Эта девушка (фильм)
«Эта девушка» (англ. The girl) — драма 2000 года режиссёра Санди Зиг.

## Сюжет
История рассказывается от лица Художницы (Агата Де Ла Булей). Она влюбилась в певицу ночного клуба (Клэр Кейм), которую она зовёт просто «Девушка». Однажды Девушка приводит Художницу в отель, где она живёт, и они занимаются любовью. Девушка, которая не считала себя лесбиянкой, говорит Художнице, что это только на одну ночь. Однако, они начинают видеться постоянно.
Девушка продолжает встречаться с мужчинами, а у Художницы есть старая возлюбленная — Бу Савэ (Сандра Нкаке), которая терпимо относится к страсти Художницы. Художница делает зарисовки Девушки, но разочаровывается в своей работе. Однажды из окна номера Девушки она замечает, что за ними следит мужчина (Сирил Лекомте). Мужчина угрожает Девушке и приказывает ей избавиться от Художницы, но та отказывается. Мужчина преследует Девушку и пытается на неё напасть. Она просит помощи Бу Савэ, и та даёт ей пистолет. Художница отдаёт пистолет Девушке.
Художница продолжает искать встреч с Девушкой, и за это Мужчина и его телохранитель избивают её. Позже она приходит в номер Девушки и видит там спящего на кровати Мужчину. Она решает оставить Девушку и направить все свои силы на живопись.
Однажды, когда она зашла навестить Девушку, раздаются выстрелы, и в номере Художница обнаруживает застреленного Мужчину и раненую Девушку.

## Актерский состав
| В ролях           |  | Персонаж                                |
| ----------------- |  | --------------------------------------- |
| Клэр Кейм         |  | Девушка («Agnus Dei»)                   |
| Агата Де Ла Булей |  | Художница («Любовница»)                 |
| Сирил Лекомте     |  | Мужчина (владелец клуба)                |
| Сандра Нкаке      |  | Бу Савэ (старая возлюбленная Художницы) |